# 1900 (film)
1900 (italienska: Novecento) är en italiensk episk dramafilm från 1976 i regi av Bernardo Bertolucci. Filmen är cirka fem timmar lång, dock oftast indelad i två delar.
Ideologiskt inspirerad av bland annat den marxistiske teoretikern Antonio Gramsci skildrar 1900 Italiens sociala, politiska och ekonomiska utveckling under 1900-talets första hälft. Man får följa de två huvudpersonerna, Olmo och Alfredo, två män födda på samma dag år 1901, på godset som ägs av Alfredo, och där Olmo är en enkel dräng.

## Medverkande (i urval)
Som vuxna spelas Olmo och Alfredo av Gérard Depardieu och Robert De Niro. I rollistan märks även bland andra Donald Sutherland och Burt Lancaster.
| Robert De Niro         | – Alfredo Berlinghieri           |
| Gérard Depardieu       | – Olmo Dalcò                     |
| Dominique Sanda        | – Ada Chiostri Polan             |
| Francesca Bertini      | – Sister Desolata                |
| Laura Betti            | – Regina                         |
| Werner Bruhns          | – Ottavio Berlinghieri           |
| Stefania Casini        | – Neve                           |
| Sterling Hayden        | – Leo Dalcò                      |
| Anna Henkel-Grönemeyer | – Anita Dalcò the Younger        |
| Ellen Schwiers         | – Amelia                         |
| Alida Valli            | – Signora Pioppi                 |
| Romolo Valli           | – Giovanni Berlinghieri          |
| Stefania Sandrelli     | – Anita Foschi                   |
| Donald Sutherland      | – Attila Mellanchini             |
| Burt Lancaster         | – Alfredo Berlinghieri the Elder |